# Kernersville
Kernersville is een plaats (town) in de Amerikaanse staat North Carolina, en valt bestuurlijk gezien onder Forsyth County en Guilford County.

## Demografie
Bij de volkstelling in 2000 werd het aantal inwoners vastgesteld op 17.126.
In 2006 is het aantal inwoners door het United States Census Bureau geschat op 21.862, een stijging van 4736 (27.7%).

## Geografie
Volgens het United States Census Bureau beslaat de plaats een oppervlakte van
31,5 km², waarvan 31,3 km² land en 0,2 km² water. Kernersville ligt op ongeveer 299 m boven zeeniveau.

## Plaatsen in de nabije omgeving
De onderstaande figuur toont nabijgelegen plaatsen in een straal van 20 km rond Kernersville.